# دیوید دولین
دیوید دولین (انگلیسی: David Douline؛ زادهٔ ۲۸ مهٔ ۱۹۹۳) بازیکن فوتبال اهل فرانسه است.
از باشگاه‌هایی که در آن بازی کرده‌است می‌توان به باشگاه فوتبال کلرمون فوت اشاره کرد.